# Brachinus adustipennis
Brachinus adustipennis är en skalbaggsart som beskrevs av Terry Erwin. Brachinus adustipennis ingår i släktet Brachinus och familjen jordlöpare. Inga underarter finns listade i Catalogue of Life.